# Caelestius
Caelestius (fl. einde 4e - begin 5e eeuw n.Chr.) was een vroeg-christelijke, uiteindelijk als ketter veroordeelde schrijver en prediker. Hij was een volgeling en metgezel van Pelagius, voorvechter van de vrije menselijke wil en tegenstander van de leer van de erfzonde. Hij predikte dat er geen erfzonde was en dat daarom de doop ook niet noodzakelijk was voor het heil. 
Hij was scherper en strenger in de leer dan Pelagius zelf. Innocentius I excommuniceerde Caelestius en Pelagius in 416. Zijn opvolger Zosimus herstelde hen in 417 na een geloofsbelijdenis en de gelofte zich te conformeren. Daarna had nog een grote synode plaats in Carthago (418-419), die beiden weer veroordeelde. Zosimus voegde zich hiernaar.